# ファイブスターガール
ファイブスターガール（Five Star Girl）は、ポニーキャニオンが選出する、近くブレイクすることを予感させる“五つ星”の女性アイドルたちの呼称。
1997年創設。前後期体制であったが、2002年から年1回となる。2004年は行われておらず、2007年以降は休止状態である。後にタレント・女優として活躍してる優香、綾瀬はるからを輩出。

## 歴代メンバー

### 1997年
- 前期：横山夏海、奈良沙緒理、三津谷葉子、優香、松田純
- 後期：梶原亜紀、小泉里子、松岡由樹

### 1998年
- 前期：岡元あつこ、小島可奈子、鈴木史華、宮澤寿梨
- 後期：永井流奈、原史奈、唐沢美帆、堀越のり

### 1999年
- 前期：浅倉めぐみ、酒井彩名、坂本三佳、鈴木玲那、平山綾
- 後期：熊切あさ美、川村ひかる、神戸みゆき

### 2000年
- 前期：斉藤のぞみ、浅田翔子、乙葉 、西端さおり、江川有未
- 後期：浅香友紀、川島令美、竹下玲奈、水野裕子

### 2001年
- 前期：大城美和、西田夏、山口あゆみ
- 後期：綾瀬はるか、黒沢ゆう子、深谷愛

### 2002年
- 上野なつひ、小川奈那、城山未帆、千尋、中川愛海、野仲美貴

### 2003年
- 青木小明、沼尻沙弥香、橋本紗和、福下恵美、吉田亜咲

### 2005年
- 和希沙也、山本千夏、上堂薗恭子

### 2006年
- 長崎莉奈、水崎綾女